# ألفونسو دي كوردوبا فالاسكو
ألفونسو دي كوردوبا إي فيلاسكو (بالإسبانية: Alfonso de Córdoba y Velasco)‏ (تافالا، من مواليد 6 سبتمبر 1512 - توديلا ، متوفي 27 فبراير 1565)، هو الكونت الثاني من ألكوديتي، كان أرستقراطيًا إسبانيًا شغل مناصب حاكم وهران ونائب حاكم نافارا.

## سيرة ذاتية
الابن الأكبر لمارتن ألونسو فرنانديز دي قرطبة، الكونت الأول لألكوديتي، وماريا ليونور باتشيكو. كان متزوجا من فرانسيسكا دي ميندوزا كارفاخال. كان لديهم أطفال ألفونسو الثالث كونت ألكوديتي الذي توفي عن عمر يناهز 19 عامًا. وفرانسيسكو الرابع كونت ألكوديت.
كان عمدة طليطلة عام 1558، عندما توفي والده خلال معركة مستغانم. ثم اضطر ألفونسو إلى الذهاب إلى إفريقيا ليحل محله في منصب حاكم وهران. في تلك المعركة نفسها أسر العثمانيون شقيقه مارتين دي قرطبة. في عام 1561، تمكن ألفونسو أخيرًا من تحرير أخيه، بعد دفع فدية قدرها 23000 إسكودو.
في سبتمبر 1564 تم تعيينه نائبًا لملك نافارا. ظل في منصبه لبضعة أشهر، منذ وصوله مريضًا إلى توديلا، حيث استدعى كورتيس وتوفي في فبراير 1565.